# Округ Еџфилд (Јужна Каролина)
Округ Еџфилд (енгл. Edgefield County) је округ у америчкој савезној држави Јужна Каролина. По попису из 2010. године број становника је 26.985.

## Демографија
Према попису становништва из 2010. у округу је живело 26.985 становника, што је 2.390 (9,7%) становника више него 2000. године.
| Група             | 2000.          | 2010.          |
| Белци             | 13.645 (55,5%) | 15.196 (56,3%) |
| Афроамериканци    | 10.209 (41,5%) | 10.030 (37,2%) |
| Азијати           | 59 (0,2%)      | 95 (0,4%)      |
| Хиспаноамериканци | 503 (2,0%)     | 1.414 (5,2%)   |
| Укупно            | 24.595         | 26.985         |